# Жара в Лос-Анджелесе (телесериал)
«Жара в Лос-Анджелесе» (англ. L.A. Heat) — американский приключенческий телесериал производства PM Entertainment Group, созданный в 1990-е годы. Существует также одноимённый фильм (1989), снятый этой же компанией, но не имеющий с сериалом ничего общего. В России сериал транслировался на канале РТР.

## Обзор
Телесериал рассказывает о приключениях двух детективов полицейского департамента Лос-Анджелеса, Честера Макдональда и Огаста Брукса. Общая идея заимствована у фильмов серии «Смертельное оружие», и исполнителей главных ролей подбирали с учётом того, чтобы они напоминали дуэт Мела Гибсона и Дэнни Гловера. Характерной особенностью сериала было широкое использование пиротехники — только на съёмках первого сезона произведено 144 взрыва, уничтожено 154 автомобиля и один вертолёт.
Съёмки проходили в 1996—1998 годах на юге Калифорнии (Лос-Анджелес, Сан-Диего, Беверли-Хиллз). Всего было отснято два сезона, в общей сложности 48 эпизодов. Поначалу ни одна крупная американская телекомпания не выбрала его для показа, поэтому сериал сразу был отправлен на экспорт и демонстрировался более чем в 65 странах мира, причём в Германии обогнал по популярности известный телесериал «Спасатели Малибу». В 1999 году наконец состоялась американская премьера на канале TNT, однако с начала 2000-х годов сериал больше ни разу не показывался в США. Съёмки были прекращены из-за финансовых трудностей у PM Entertainment Group. По словам Вульфа Ларсона, в 2000 году заходила речь о возможности создания третьего сезона, но эта идея так и не была реализована.
В 2005 году первый сезон был выпущен на DVD. Второй сезон на DVD не выходил.

## В ролях
- Вульф Ларсон — детектив Честер «Чейз» Макдональд
- Стивен Уильямс — детектив Огаст Брукс
- Рене Тенисон — Кендра Брукс
- Даун Раденбау — Джоди Миллер
- Кеннет Тигар — капитан Дженсен
- Шугар Рэй Леонард — детектив Бенни Льюис